# 北海道医療大学の人物一覧
北海道医療大学の人物一覧（ほっかいどういりょうだいがくのじんぶついちらん）は、北海道医療大学に関係する人物の一覧記事。

## 著名な教職員

### 現在の教職員
- 阿保順子 - 大学院看護福祉学研究科特任教授
- 向谷地生良 - 看護福祉学部教授
- 坂野雄二 - 心理科学部教授

## OB・OG

### 政界
- 渡辺孝一 - 総務大臣政務官、元防衛大臣政務官兼内閣府大臣政務官、元岩見沢市長、衆議院議員

### 研究者・学者
- 王宝禮 - 歯学者
- 羽岡邦男 - 心理学者
- 杉岡品子 - 心理学者
- 別所和久 - 医学者
- 藤川隆彦　- 薬学者
- 山田律子 - 看護学者
- 山口明彦 - 生理学者
- 住友雄資 - 社会福祉学者
- 三浦宏子 - 衛生学者
- 三國久美 - 看護学者

### 芸能
- 古家正亨 - ラジオDJ
- 中塚圭骸 - ミュージシャン、精神科医・香山リカの実弟
- 緒乃冬華 - 声優

### マスコミ
- 千葉真澄 - テレビ北海道アナウンサー